# 南振中
南振中（1942年5月—），男，汉族，河南灵宝人，中华人民共和国新闻工作者，新华社原总编辑。

## 生平
1964年郑州大学中文系毕业，后进入新华通讯社工作，历任山东分社记者、分社副社长、分社社长。1985年任新华社副总编辑。1986年1月任新华社总编辑。1993年4月任新华社副社长、党组副书记兼总编辑。2000年6月至2007年8月任新华社总编辑、党组副书记。2008年3月当选为十一届全国人大常委会委员，全国人大外事委员会副主任委员。
主要作品有《农业生产责任制》、《我怎样学习当记者》、《记者的眼睛》、《记者的思考》、《南振中作品选》、《记者的发现力》、《记者的战略眼光》、《学习点亮人生》等。
2013年4月2日，受聘郑州大学新闻传播学院院长。